# Tony Sinishtaj
Tony Sinishtaj (* 1980 oder 1981) ist ein professioneller US-amerikanischer Pokerspieler. Er gewann 2017 das Main Event der World Poker Tour und 2022 die Wynn Millions.

## Pokerkarriere
Sinishtaj spielt seit Februar 2008 Onlinepoker und nutzt auf sämtlichen Plattformen den Nickname ToNiSiNz. Bis zum sogenannten „Black Friday“ am 15. April 2011 war er bei Full Tilt Poker aktiv und erspielte sich auf dem Onlinepokerraum bis zu diesem Zeitpunkt mit Turnierpoker knapp 150.000 US-Dollar. Bei PokerStars ist es ihm seit dem „Black Friday“ verboten, von seinem Wohnort Flushing, einem Stadtteil im Stadtbezirk Queens der Millionenstadt New York City, aus zu spielen, weshalb er auf der Plattform seitdem selten Turnierergebnisse erzielt hat und sich bislang Preisgelder von ebenfalls knapp 150.000 US-Dollar sicherte. Darüber hinaus spielt der Amerikaner seit Juni 2018 bei WSOP.com.
Seine erste Geldplatzierung bei einem Live-Pokerturnier erzielte Sinishtaj Ende März 2010 bei einem Event in Uncasville im US-Bundesstaat Connecticut. Mitte Juli 2011 erreichte er beim Deep Stack Extravaganza im Venetian Resort Hotel in Paradise am Las Vegas Strip den Finaltisch und belegte den mit über 40.000 US-Dollar dotierten neunten Platz. Beim Main Event des Circuitturniers der World Series of Poker (WSOP) in Atlantic City musste er sich im März 2013 nur Joe McKeehen geschlagen geben und erhielt als Zweiter mehr als 100.000 US-Dollar. Anfang Juni 2013 gewann Sinishtaj im Palazzo am Las Vegas Strip sein erstes Live-Turnier und sicherte sich eine Siegprämie von über 65.000 US-Dollar. Im Juni 2014 war er erstmals bei der WSOP-Hauptturnierserie im Rio All-Suite Hotel and Casino am Las Vegas Strip erfolgreich und kam bei zwei Turnieren der Variante No Limit Hold’em in die Geldränge, dabei erhielt er die höchste Auszahlung von knapp 80.000 US-Dollar für Platz 14 von knapp 8000 Spielern bei der Erstaustragung des Monster Stack. Anfang April 2017 entschied der Amerikaner das Main Event der World Poker Tour im Seminole Hard Rock Hotel & Casino in Hollywood, Florida, für sich und erhielt den Hauptpreis von rund 660.000 US-Dollar. Drei Monate später gewann er in Atlantic City ein Turnier der Borgata Summer Poker Open mit einer Siegprämie von 95.000 US-Dollar. Bei der WSOP 2019 kam Sinishtaj erstmals beim WSOP-Main-Event in die Geldränge und belegte den mit rund 50.000 US-Dollar dotierten 164. Platz. Nachdem er Ende Juni 2021 bei der Erstaustragung der Wynn Millions im Wynn Las Vegas bereits einen mit knapp 60.000 US-Dollar bezahlten 42. Platz belegt hatte, setzte sich der Amerikaner Anfang März 2022 bei diesem Turnier gegen 1074 andere Spieler durch und erhielt sein bislang höchstes Preisgeld von mehr als 1,6 Millionen US-Dollar.
Insgesamt hat sich Sinishtaj mit Poker bei Live-Turnieren mehr als 3,5 Millionen US-Dollar erspielt.